# Матервілл (Іллінойс)
Матервілл (англ. Matherville) — селище (англ. village) в США, в окрузі Мерсер штату Іллінойс. Населення — 707 осіб (2020).

## Географія
Матервілл розташований за координатами 41°15′33″ пн. ш. 90°36′21″ зх. д. / 41.25917° пн. ш. 90.60583° зх. д. (41.259149, -90.605856).  За даними Бюро перепису населення США в 2010 році селище мало площу 1,03 км², з яких 1,01 км² — суходіл та 0,02 км² — водойми.

## Демографія
Згідно з переписом 2010 року, у селищі мешкали 723 особи в 289 домогосподарствах у складі 205 родин. Густота населення становила 699 осіб/км².  Було 304 помешкання (294/км²).
Расовий склад населення:
| - 98,5 % — білих - 0,4 % — корінних американців - 0,3 % — чорних або афроамериканців - 0,3 % — азіатів |

До двох чи більше рас належало 0,4 %. Частка іспаномовних становила 1,5 % від усіх жителів.
За віковим діапазоном населення розподілялося таким чином: 27,8 % — особи молодші 18 років, 60,9 % — особи у віці 18—64 років, 11,3 % — особи у віці 65 років та старші. Медіана віку мешканця становила 35,4 року. На 100 осіб жіночої статі у селищі припадало 97,0 чоловіків;  на 100 жінок у віці від 18 років та старших — 101,5 чоловіків також старших 18 років.
Середній дохід на одне домашнє господарство  становив 56 480 доларів США (медіана — 44 233), а середній дохід на одну сім'ю — 62 639 доларів (медіана — 56 103). Медіана доходів становила 43 476 доларів для чоловіків та 34 688 доларів для жінок. За межею бідності перебувало 18,9 % осіб, у тому числі 37,1 % дітей у віці до 18 років та 8,1 % осіб у віці 65 років та старших.
Цивільне працевлаштоване населення становило 475 осіб. Основні галузі зайнятості: виробництво — 19,8 %, освіта, охорона здоров'я та соціальна допомога — 18,9 %, роздрібна торгівля — 17,7 %.